# Letheobia praeocularis
Letheobia praeocularis là một loài rắn trong họ Typhlopidae. Loài này được Stejneger mô tả khoa học đầu tiên năm 1894.